# This Is No House
This Is No House – debiutancki singel oraz utwór niemieckiego DJ-a i producenta - Tomcrafta, wydany w duecie z Mephisto 21 kwietnia 1995 w Niemczech przez wytwórnię Kosmo Records (wydanie CD) i Kosmothority (wydanie 12"). Utwór nie został wydany na żadnym albumie Tomcrafta. Na singel składają się 2 utwory: This Is No House (w dwóch wersjach w wydaniu CD) i Evil Lurks.

## Lista utworów

### płyta kompaktowa
1. This Is No House (I) (4:37)
2. This Is No House (II) (7:01)
3. Evil Lurks (9:35)

### płyta winylowa  (12")
1. This Is No House (7:01)
2. Evil Lurks (9:35)